# Winnebago (Nebraska)
Winnebago est un village du comté de Thurston, dans l'État du Nebraska, aux États-Unis. En 2020, il comptait une population de 916 habitants.